# Синко де Майо
Синко де Майо (исп. Cinco de Mayo — пятое мая) — национальный праздник Мексики в честь победы мексиканских войск в битве при Пуэбле 5 мая 1862 г.
В Мексике годовщина битвы при Пуэбле отмечается преимущественно в самой Пуэбле и не считается праздником общегосударственного значения.
С 1950-х годов праздник широко отмечается в США (в основном латиноамериканцами южных штатов, на территориях, принадлежавших Мексике, но впоследствии аннексированных Соединёнными Штатами в результате Американо-мексиканской войны) (Калифорния, Аризона, Нью-Мексико и Техас). В США Синко де Майо зачастую называют «днём мексиканской гордости» или «днём латиноамериканской гордости». Кроме того, распространено заблуждение, что 5 мая — День независимости Мексики.
Этот праздник иногда называют мексиканским аналогом дня Святого Патрика. Он отмечается блюдами мексиканской кухни, национальной музыкой и танцами. В этот день устраиваются крупные фестивали и карнавалы. В некоторых районах празднование может растянуться на целую неделю. Наиболее популярные фестивали по случаю Синко де Майо устраиваются в Чикаго, Денвере, Портленде и Сент-Поле.
В связи с тем, что празднование Синко де Майо часто сопровождается употреблением алкоголя, в английском языке распространилось шуточное название праздника — Синко де Дринко. Критики отмечают, что связь Синко де Майо с распространением мексиканских алкогольных напитков делает праздник более популярным среди различных этнических групп, но одновременно и становится источником негативных стереотипов о мексиканцах.